# Сер Клод Філліпс
Сер Клод Філліпс (англ. Sir Claude Phillips; 29 січня 1846 — 9 серпня 1924) — англійський письменник, історик мистецтва і критик (писав для Daily Telegraph, Manchester Guardian та інших видань наприкінці ХІХ століття). Він був першим хранителем Зібрання Воллеса у Гертфорд-хаусі і склав його перший каталог. Займав цей пост до відставки у 1911 році, після чого був посвячений у лицарі за свою службу. Філліпс вважався одним з найбільш знаних критиків Вікторіанської епохи, його численні дослідження та праці з історії мистецтва були широко відомі.